# Chactún
Thành phố cổ Chartun là một di tích đô thị lớn của nền văn hóa cổ của người Maya mới được phát hiện vào tháng 06 năm 2013 tại khu rừng mưa ở Đông Nam México. Di tích được phát hiện bởi đội thám hiểm người Slovenia, do nhà khoa học Ivan Sprajc thuộc Viện Khoa học và nghệ thuật Slovenia dẫn đầu. Chactun cũng là thành phố lớn nhất được tìm thấy ở miền đồng bằng trung tâm Yucatan. Ông Sprajc cho biết Chactun cực thịnh vào kỳ cổ đại của văn minh Maya, vào khoảng thế kỷ thứ VII đến X.

## Mô tả
Các nhà khảo cổ đã tìm thấy tổng cộng 15 kim tự tháp, sân vận động, quảng trường cùng nhiều tảng đá khắc, trong số các kim tự tháp, có cái cao đến 22m. Các nhà khoa học đặt tên cho thành phố này là Chactun, có nghĩa là Đá Đỏ. Chactun có tổng diện tích 22 hecta, là nơi ở của khoảng 30.000-40.000 người, bằng phân nửa dân số tại thành phố lớn nhất của nền văn minh Maya là Tikal, thuộc Guatemala ngày nay.
Hiện nay Chactun nằm trong một khu bảo tồn thiên nhiên tại Mexico. Nhóm của ông Sprajc đã thấy một số tàn tích khi xem những bức ảnh của Ủy ban quốc gia Mexcio về kiến thức và đa dạng thực vật trong khu bảo tồn chụp cách đây 15 năm.

## Liên kết
1. ↑  "Extensive Maya city discovered in Campeche". Bản gốc lưu trữ ngày 23 tháng 6 năm 2013. Truy cập ngày 23 tháng 6 năm 2013.